# Salusinszky Miklós
Salusinszky Miklós (Moszkva, 1948. december 15. – Budapest, 2006. március 3.) magyar filmproducer.

## Életpályája
Nagyapja Salusinszky Gyula, ügyvéd, apja Dr. Salusinszky István (1918–1984), gazdasági vezető, a Magyar Külkereskedelmi Bank vezérigazgatója (1964–1982) volt.
Tanulmányait a Szegedi Tudományegyetem angol-olasz szakán végezte, a hetvenes évek elejétől a Pannónia Filmstúdióban dolgozott, ahol dramaturg, később PR-főnök volt. Több híressé vált magyar produkcióit segített létrehozni. Producere volt például Rofusz Ferenc Oscar-díjas A légy című filmjének, társproducere volt Az idő urai animációnak vagy a T.I.R. című koprodukciós tévéfilmsorozatnak.
Később létrehozta az Aladin Filmstúdiót, amelynek haláláig egyik tulajdonosa és vezetője volt. Ott készült például az Uborka és a Süni és barátai című tévésorozat is.

## Művei (válogatás)

#### Producerként
- Süni és barátai (1995), (r. Osvát András, Baksa Balázs)
- Uborka  (1991–2001), (r. Svéd Pál, Szilágyi András)
- Fele királyságom (1988-1989), (r. Kisfaludy András)
- T.I.R. (1984–1987), (r. Stelvio Massi, Tonino Valerii, Giovanni Fago, Mihályfy Sándor)
- Ah, Ámerika! (1984), (r. Orosz István)
- Az idő urai (1982), (r. René Laloux)
- A légy (1980) (r. Rofusz Ferenc)